# André Gau

a Compétitions nationales et continentales officielles uniquement.

b Matchs officiels uniquement.
André Gau, né le 4 novembre 1911 à Saint-Estève et mort le 4 juillet 1971 à Perpignan, est un joueur de rugby à XV et de rugby à XIII international français, évoluant au poste de troisième ligne, de deuxième ligne ou de demi de mêlée dans les années 1930.
Après une carrière en rugby à XV sous le maillot de Thuir, il décide de changer de code de rugby pour le rugby à XIII et le club de Toulouse dans le Championnat de France. Il connaît deux sélections en équipe de France prenant part à la Coupe d'Europe en 1938, puis rejoint le XIII Catalan de Perpignan remportant la Coupe de France en 1939 bien qu'il n'y dispute pas la finale.

## Biographie
Son père, Paul Gau, fut maire de Saint-Estève entre 1944 et 1945.
Son départ du rugby à XV pour le rugby à XIII s'accompagne d'une radiation de la fédération française de rugby à XV en même temps que Georges Rolland, Jean Dattas, Alexandre Salat, Frantz Sahuc et Sylvain Bès. Lors de son passage au Toulouse dont il dispute leur première rencontre de leur histoire le 24 octobre 1937 contre Albi, il occupe dans la vie civile un emploi de mécanicien d'imprimerie. 
Son neveu, Jean-Jacques Vila, est également un joueur de rugby à XIII international français dans les années 1970 et 1980.

## Palmarès

### Rugby à XIII
- Collectif : 
  - Vainqueur du Championnat de France : 1940 (XIII Catalan).
  - Vainqueur de la Coupe de France : 1939[3] (XIII Catalan).

#### Détails en sélection
| Matchs internationaux d'André Gau | Matchs internationaux d'André Gau | Matchs internationaux d'André Gau | Matchs internationaux d'André Gau | Matchs internationaux d'André Gau | Matchs internationaux d'André Gau | Matchs internationaux d'André Gau | Matchs internationaux d'André Gau | Matchs internationaux d'André Gau | Matchs internationaux d'André Gau | Matchs internationaux d'André Gau | Matchs internationaux d'André Gau |
|                                   | Date                              | Adversaire                        | Résultat                          | Compétition                       | Poste                             | Points                            | Essais                            | Pen.                              | Drops                             |                                   |                                   |
| --------------------------------- | --------------------------------- | --------------------------------- | --------------------------------- | --------------------------------- | --------------------------------- | --------------------------------- | --------------------------------- | --------------------------------- | --------------------------------- | --------------------------------- | --------------------------------- |
| sous les couleurs de la France    |                                   |                                   |                                   |                                   |                                   |                                   |                                   |                                   |                                   |                                   |                                   |
| 1.                                | 20 mars 1938                      | Angleterre                        | 15-17                             | Coupe d'Europe                    | Troisième ligne                   | -                                 | -                                 | -                                 | -                                 |                                   |                                   |
| 2.                                | 2 avril 1938                      | Pays de Galles                    | 2-18                              | Coupe d'Europe                    | Troisième ligne                   | -                                 | -                                 | -                                 | -                                 |                                   |                                   |